# Campeonato Europeo de Voleibol Femenino de 2007
El XXV Campeonato Europeo de Voleibol Femenino se celebró en Bélgica y Luxemburgo entre el 20 y el 30 de septiembre de 2007 bajo la organización de la Confederación Europea de Voleibol (CEV), la Real Federación Belga de Voleibol y la Federación Luxemburguesa de Voleibol.

## Sedes
| Grupo      | Ciudad     | Instalación             | Capacidad |
| ---------- | ---------- | ----------------------- | --------- |
| A y C      | Charleroi  | Spiroudome              |           |
| B y D      | Hasselt    | Pabellón Alverberg      |           |
| Fase final | Luxemburgo | Arena Deportiva D'Coque |           |

## Grupos
| Grupo A     | Grupo B         | Grupo C | Grupo D      |
| ----------- | --------------- | ------- | ------------ |
| Italia      | Polonia         | Rusia   | Bélgica      |
| Azerbaiyán  | República Checa | Turquía | Países Bajos |
| Alemania    | España          | Croacia | Serbia       |
| Bielorrusia | Bulgaria        | Francia | Eslovaquia   |

## Primera fase

### Grupo A
| Equipo      | J | G | P | SG | SP | DS | PTS |
| ----------- | - | - | - | -- | -- | -- | --- |
| Italia      | 3 | 3 | 0 | 9  | 1  | +8 | 6   |
| Alemania    | 3 | 2 | 1 | 6  | 4  | +2 | 5   |
| Azerbaiyán  | 3 | 1 | 2 | 3  | 6  | -3 | 4   |
| Bielorrusia | 3 | 0 | 3 | 2  | 9  | -7 | 3   |

- Resultados

| Fecha | Hora² | Partido¹    | Partido¹ | Partido¹    | Resultado |
| ----- | ----- | ----------- | -------- | ----------- | --------- |
| 20.09 | 15:00 | Azerbaiyán  | -        | Bielorrusia | 3-0       |
| 20.09 | 20:00 | Alemania    | -        | Italia      | 0-3       |
| 21.09 | 17:30 | Alemania    | -        | Azerbaiyán  | 3-0       |
| 22.09 | 15:00 | Bielorrusia | -        | Alemania    | 1-3       |
| 22.09 | 20:00 | Italia      | -        | Azerbaiyán  | 3-0       |
| 23.09 | 17:30 | Bielorrusia | -        | Italia      | 1-3       |

- (¹) -  Todos en Charleroi
- (²) -  Hora local de Bélgica (UTC+2, CEST)

### Grupo B
| Equipo          | J | G | P | SG | SP | DS | PTS |
| --------------- | - | - | - | -- | -- | -- | --- |
| Polonia         | 3 | 3 | 0 | 9  | 3  | +6 | 6   |
| República Checa | 3 | 2 | 1 | 7  | 5  | +2 | 5   |
| Bulgaria        | 3 | 1 | 2 | 7  | 8  | -1 | 4   |
| España          | 3 | 0 | 3 | 2  | 9  | -7 | 3   |

- Resultados

| Fecha | Hora² | Partido¹        | Partido¹ | Partido¹        | Resultado |
| ----- | ----- | --------------- | -------- | --------------- | --------- |
| 20.09 | 17:30 | España          | -        | Bulgaria        | 2-3       |
| 21.09 | 15:00 | Bulgaria        | -        | República Checa | 2-3       |
| 21.09 | 20:00 | Polonia         | -        | España          | 3-0       |
| 22.09 | 17:30 | República Checa | -        | Polonia         | 1-3       |
| 23.09 | 15:00 | República Checa | -        | España          | 3-0       |
| 23.09 | 20:00 | Bulgaria        | -        | Polonia         | 2-3       |

- (¹) -  Todos en Hasselt
- (²) -  Hora local de Bélgica (UTC+2, CEST)

### Grupo C
| Equipo  | J | G | P | SG | SP | DS | PTS |
| ------- | - | - | - | -- | -- | -- | --- |
| Rusia   | 3 | 3 | 0 | 9  | 0  | +9 | 6   |
| Francia | 3 | 2 | 1 | 6  | 4  | +2 | 5   |
| Turquía | 3 | 1 | 2 | 3  | 8  | -5 | 4   |
| Croacia | 3 | 0 | 3 | 3  | 9  | -6 | 3   |

- Resultados

| Fecha | Hora² | Partido¹ | Partido¹ | Partido¹ | Resultado |
| ----- | ----- | -------- | -------- | -------- | --------- |
| 20.09 | 17:30 | Rusia    | -        | Croacia  | 3-0       |
| 21.09 | 15:00 | Croacia  | -        | Francia  | 1-3       |
| 21.09 | 20:00 | Turquía  | -        | Rusia    | 0-3       |
| 22.09 | 17:30 | Francia  | -        | Turquía  | 3-0       |
| 23.09 | 15:00 | Francia  | -        | Rusia    | 0-3       |
| 23.09 | 20:00 | Croacia  | -        | Turquía  | 2-3       |

- (¹) -  Todos en Charleroi
- (²) -  Hora local de Bélgica (UTC+2, CEST)

### Grupo D
| Equipo       | J | G | P | SG | SP | DS | PTS |
| ------------ | - | - | - | -- | -- | -- | --- |
| Países Bajos | 3 | 2 | 1 | 8  | 4  | +4 | 5   |
| Serbia       | 3 | 2 | 1 | 8  | 7  | +1 | 5   |
| Bélgica      | 3 | 1 | 2 | 6  | 6  | 0  | 4   |
| Eslovaquia   | 3 | 1 | 2 | 3  | 8  | -5 | 4   |

- Resultados

| Fecha | Hora² | Partido¹     | Partido¹ | Partido¹     | Resultado |
| ----- | ----- | ------------ | -------- | ------------ | --------- |
| 20.09 | 15:00 | Eslovaquia   | -        | Serbia       | 3-2       |
| 20.09 | 20:00 | Países Bajos | -        | Bélgica      | 3-1       |
| 21.09 | 17:30 | Países Bajos | -        | Eslovaquia   | 3-0       |
| 22.09 | 15:00 | Serbia       | -        | Países Bajos | 3-2       |
| 22.09 | 20:00 | Bélgica      | -        | Eslovaquia   | 3-0       |
| 23.09 | 17:30 | Serbia       | -        | Bélgica      | 3-2       |

- (¹) -  Todos en Hasselt
- (²) -  Hora local de Bélgica (UTC+2, CEST)

## Segunda fase

### Grupo E
| Equipo     | J | G | P | SG | SP | DS  | PTS |
| ---------- | - | - | - | -- | -- | --- | --- |
| Italia     | 5 | 5 | 0 | 15 | 1  | +14 | 10  |
| Rusia      | 5 | 4 | 1 | 12 | 3  | +9  | 9   |
| Alemania   | 5 | 3 | 2 | 9  | 6  | +3  | 8   |
| Francia    | 5 | 2 | 3 | 7  | 10 | -3  | 7   |
| Turquía    | 5 | 1 | 4 | 3  | 12 | -9  | 6   |
| Azerbaiyán | 5 | 0 | 5 | 1  | 15 | -14 | 5   |

- Resultados

| Fecha | Hora² | Partido¹   | Partido¹ | Partido¹ | Resultado |
| ----- | ----- | ---------- | -------- | -------- | --------- |
| 25.09 | 15:00 | Italia     | -        | Francia  | 3-1       |
| 25.09 | 17:30 | Alemania   | -        | Turquía  | 3-0       |
| 25.09 | 20:00 | Azerbaiyán | -        | Rusia    | 0-3       |
| 26.09 | 15:00 | Italia     | -        | Turquía  | 3-0       |
| 26.09 | 17:30 | Alemania   | -        | Rusia    | 0-3       |
| 26.09 | 20:00 | Azerbaiyán | -        | Francia  | 1-3       |
| 27.09 | 15:00 | Italia     | -        | Rusia    | 3-0       |
| 27.09 | 17:30 | Alemania   | -        | Francia  | 3-0       |
| 27.09 | 20:00 | Azerbaiyán | -        | Turquía  | 0-3       |

- (¹) -  Todos en Charleroi
- (²) -  Hora local de Bélgica (UTC+2, CEST)

### Grupo F
| Equipo          | J | G | P | SG | SP | DS  | PTS |
| --------------- | - | - | - | -- | -- | --- | --- |
| Polonia         | 5 | 5 | 0 | 15 | 4  | +11 | 10  |
| Serbia          | 5 | 4 | 1 | 12 | 8  | +4  | 9   |
| Países Bajos    | 5 | 3 | 2 | 12 | 7  | +5  | 8   |
| Bélgica         | 5 | 2 | 3 | 9  | 11 | -2  | 7   |
| República Checa | 5 | 1 | 4 | 5  | 14 | -9  | 6   |
| Bulgaria        | 5 | 0 | 5 | 6  | 15 | -9  | 5   |

- Resultados

| Fecha | Hora² | Partido¹        | Partido¹ | Partido¹     | Resultado |
| ----- | ----- | --------------- | -------- | ------------ | --------- |
| 25.09 | 15:00 | Bulgaria        | -        | Países Bajos | 0-3       |
| 25.09 | 17:30 | Polonia         | -        | Serbia       | 3-0       |
| 25.09 | 20:00 | República Checa | -        | Bélgica      | 1-3       |
| 26.09 | 15:00 | Bulgaria        | -        | Serbia       | 1-3       |
| 26.09 | 17:30 | República Checa | -        | Países Bajos | 0-3       |
| 26.09 | 20:00 | Polonia         | -        | Bélgica      | 3-0       |
| 27.09 | 15:00 | República Checa | -        | Serbia       | 0-3       |
| 27.09 | 17:30 | Polonia         | -        | Países Bajos | 3-1       |
| 27.09 | 20:00 | Bulgaria        | -        | Bélgica      | 1-3       |

- (¹) -  Todos en Hasselt
- (²) -  Hora local de Bélgica (UTC+2, CEST)

## Fase final
|  | Semifinales | Semifinales |   |       | Final         | Final |  |
|  |             |             |   |       |               |       |  |
|  |             |             |   |       |               |       |  |
|  |             |             |   |       |               |       |  |
|  | Italia      | 3           |   |       |               |       |  |
|  | Rusia       | 0           |   |       |               |       |  |
|  |             |             |   |       |               |       |  |
|  |             |             |   |       |               |       |  |
|  |             |             |   |       | Italia        | 3     |  |
|  |             | Serbia      | 0 |       |               |       |  |
|  |             |             |   |       |               |       |  |
|  |             |             |   |       |               |       |  |
|  |             |             |   |       | Tercer Puesto |       |  |
|  |             |             |   |       |               |       |  |
|  | Serbia      | 3           |   | Rusia | 3             |       |  |
|  | Polonia     | 0           |   |       | Polonia       | 1     |  |

### Semifinales
| Fecha | Hora² | Partido¹ | Partido¹ | Partido¹ | Resultado |
| ----- | ----- | -------- | -------- | -------- | --------- |
| 29.09 | 16:30 | Italia   | -        | Rusia    | 3-0       |
| 29.09 | 19:30 | Serbia   | -        | Polonia  | 3-0       |

- (¹) -  En Luxemburgo
- (²) -  Hora local de Luxemburgo (UTC+2, CEST)

### Tercer lugar
| Fecha | Hora² | Partido¹ | Partido¹ | Partido¹ | Resultado |
| ----- | ----- | -------- | -------- | -------- | --------- |
| 30.09 | 15:30 | Rusia    | -        | Polonia  | 3-1       |

- (¹) -  En Luxemburgo
- (²) -  Hora local de Luxemburgo (UTC+2, CEST)

### Final
| Fecha | Hora² | Partido¹ | Partido¹ | Partido¹ | Resultado |
| ----- | ----- | -------- | -------- | -------- | --------- |
| 30.09 | 18:30 | Italia   | -        | Serbia   | 3-0       |

- (¹) -  En Luxemburgo
- (²) -  Hora local de Luxemburgo (UTC+2, CEST)

## Medallero
|        |        |       |
| Italia | Serbia | Rusia |

## Clasificación general
| 1. Italia          |
| 2. Serbia          |
| 3. Rusia           |
| 4. Polonia         |
| 5. Países Bajos    |
| 6. Alemania        |
| 7. Bélgica         |
| 8. Francia         |
| 9. República Checa |
| 10. Turquía        |
| 11. Bulgaria       |
| 12. Azerbaiyán     |
| 13. Croacia        |
| 14. Eslovaquia     |
| 15. España         |
| 16. Bielorrusia    |

Spiroudome
- Datos: Q1479164